# MSK Břeclav
MSK Břeclav (celým názvem: Městský sportovní klub Břeclav) je český sportovní klub z jihomoravské Břeclavi, uplatňující se ve fotbale a stolním tenise. Klub sídlí na ulici Lesní mezi místními částmi Břeclav a Poštorná, v někdejším areálu SK Tatran Poštorná, kde disponuje třemi hřišti (1 s umělým trávníkem) a dvěma zastřešenými tribunami. Další dvě travnatá hřiště má v nedalekém areálu původního Slovanu Břeclav (třída 1. máje 5).

## Fotbal
MSK Břeclav vznikl roku 2005 přejmenováním fotbalového klubu Slovan Břeclav (s tradicí od roku 1920), který právě tehdy postoupil z divize do MSFL. Prakticky se jednalo o sloučení dosavadních dvou břeclavských klubů, Slovanu a sousedního Tatranu Poštorná, po němž MSK převzal stadion a mládež. 
V prvních letech byl sportovním ředitelem MSK někdejší prvoligový brankář a rodilý Břeclavan Radek Rabušic. Klub byl po jedenáct let stabilním účastníkem Moravskoslezské fotbalové ligy, jeho největším úspěchem bylo třetí místo v sezóně 2011/12. Naopak v sezóně 2013/14 se A-mužstvu nedařilo (došlo i k odvolání trenéra) a zachránilo se v soutěži jen těsně, na předposledním místě, a stejně tomu bylo i v sezóně následující. Krize se ukázala být vleklou a mužstvo doplácelo zejména na nezkušenost a malou produktivitu. 
V sezóně 2015/16 se již třetí ligu udržet nepodařilo, tým skončil v tabulce poslední a sestoupil do divize D. I zde se (po úvodním 6. místě) zařadil spíše mezi týmy bojující o udržení. V momentě předčasného ukončení sezóny 2019/20 se tým nacházel v tabulce s velkým odstupem poslední, v tomto ročníku však nikdo nesestupoval.  
I za přispění nového sportovního ředitele Vladimíra Malára, který v minulosti na Tatranu také hrál, se týmu od tohoto výsledkového dna podařilo odrazit a za sezónu 2020/21, rovněž jen částečně odehranou, zaznamenal poprvé po 8 letech nezápornou gólovou bilanci a skončil na 10. místě ze 14. Pozitivní trend pokračoval i v následujícím ročníku, kdy byl MSK na podzim průběžně i na 5. místě tabulky a nakonec se umístil na příčce osmé, avšak jen o skóre za týmy na 6. a 7. místě. I tak šlo o nejlepší výsledek za uplynulých pět sezón.  
Po podzimní části sezóny 2022/23 se nacházel na šesté příčce, se ztrátou 10 bodů na místo první, a na této pozici MSK ročník i zakončil, čímž vyrovnal svůj dosud nejlepší divizní výsledek. Nadějný trend se však nepovedlo udržet, další ročník 2023/24 byl opět spíše ve znamení bojů o záchranu a Břeclav zakončila na 12. místě, s bilancí –15 a jen o jednu výhru nad čárou sestupu. 

### Individuální úspěch
Hráč MSK Břeclav Jaroslav Navrátil byl roku 2013 angažován nizozemským prvoligovým klubem Heracles Almelo a získal tříletou smlouvu.

### Umístění v jednotlivých sezonách
Přehled soutěží
Zdroj:
- 2005–2016: Moravskoslezská fotbalová liga
- 2016– : Divize D

Jednotlivé ročníky
Zdroj:
Legenda: Z – zápasy, V – výhry, R – remízy, P – porážky, VG – vstřelené góly, OG – obdržené góly, +/− – rozdíl skóre, B – body, červené podbarvení – sestup, zelené podbarvení – postup, fialové podbarvení – reorganizace, změna skupiny či soutěže nebo jiná mimořádnost
| Česko (2005 –) |                                |        |    |    |   |    |    |    |     |    |        |
| Sezóny         | Liga                           | Úroveň | Z  | V  | R | P  | VG | OG | +/- | B  | Pozice |
| 2005/06        | Moravskoslezská fotbalová liga | 3      | 30 | 11 | 7 | 12 | 36 | 41 | −5  | 40 | 10.    |
| 2006/07        | Moravskoslezská fotbalová liga | 3      | 30 | 14 | 5 | 11 | 42 | 35 | +7  | 47 | 7.     |
| 2007/08        | Moravskoslezská fotbalová liga | 3      | 30 | 14 | 6 | 10 | 40 | 38 | +2  | 48 | 6.     |
| 2008/09        | Moravskoslezská fotbalová liga | 3      | 30 | 12 | 7 | 11 | 31 | 37 | −6  | 43 | 8.     |
| 2009/10        | Moravskoslezská fotbalová liga | 3      | 28 | 12 | 7 | 9  | 34 | 31 | +3  | 43 | 5.     |
| 2010/11        | Moravskoslezská fotbalová liga | 3      | 28 | 8  | 9 | 11 | 24 | 31 | −7  | 33 | 10.    |
| 2011/12        | Moravskoslezská fotbalová liga | 3      | 30 | 15 | 7 | 8  | 43 | 30 | +13 | 52 | 3.     |
| 2012/13        | Moravskoslezská fotbalová liga | 3      | 30 | 12 | 7 | 11 | 49 | 42 | +7  | 43 | 5.     |
| 2013/14        | Moravskoslezská fotbalová liga | 3      | 30 | 7  | 7 | 16 | 25 | 46 | −21 | 28 | 15.    |
| 2014/15        | Moravskoslezská fotbalová liga | 3      | 30 | 7  | 9 | 14 | 40 | 60 | −20 | 30 | 15.    |
| 2015/16        | Moravskoslezská fotbalová liga | 3      | 30 | 4  | 8 | 18 | 29 | 72 | −43 | 20 | 16.    |
| 2016/17        | Divize D                       | 4      | 30 | 14 | 4 | 12 | 44 | 46 | −2  | 46 | 6.     |
| 2017/18        | Divize D                       | 4      | 28 | 10 | 5 | 13 | 37 | 42 | −5  | 35 | 10.    |
| 2018/19        | Divize D                       | 4      | 30 | 6  | 7 | 17 | 35 | 70 | −35 | 25 | 13.    |
| ** 2019/20     | Divize D                       | 4      | 13 | 0  | 2 | 11 | 8  | 40 | –32 | 2  | 14.    |
| ** 2020/21     | Divize D                       | 4      | 10 | 3  | 3 | 4  | 10 | 10 | 0   | 12 | 10.    |
| 2021/22        | Divize D                       | 4      | 26 | 10 | 6 | 10 | 37 | 40 | –3  | 36 | 8.     |
| 2022/23        | Divize D                       | 4      | 26 | 12 | 3 | 11 | 37 | 47 | –10 | 39 | 6.     |
| 2023/24        | Divize D                       | 4      | 30 | 8  | 7 | 15 | 38 | 53 | –15 | 31 | 12.    |
| 2024/25        | Divize D                       | 4      | 30 | 9  | 9 | 12 | 34 | 45 | –11 | 36 | 11.    |

* = poslední místo, v tomto ročníku ale nikdo nesestupoval
**= sezona předčasně ukončena z důvodu pandemie covidu-19

### MSK Břeclav „B“
MSK Břeclav „B“ je rezervním týmem břeclavského MSK, který hrál v ročníku 2017/18 I. B třídu Jihomoravského kraje – sk. C (7. nejvyšší soutěž). Po sezoně bylo B-mužstvo zrušeno a jeho místo v hierarchii zaujalo bývalé C-mužstvo, které startuje v sezoně 2018/19 v nejnižší soutěži.

#### Umístění v jednotlivých sezonách
Stručný přehled
Zdroj:
- 2005–2007: Okresní přebor Břeclavska
- 2007–2008: I. B třída Jihomoravského kraje – sk. C
- 2008–2017: I. A třída Jihomoravského kraje – sk. B
- 2017–2018: I. B třída Jihomoravského kraje – sk. C
- 2018–2019: Základní třída Břeclavska – sk. A
- 2019– : Okresní soutěž Břeclavska – sk. A

Jednotlivé ročníky
Zdroj:
Legenda: Z – zápasy, V – výhry, R – remízy, P – porážky, VG – vstřelené góly, OG – obdržené góly, +/− – rozdíl skóre, B – body, červené podbarvení – sestup, zelené podbarvení – postup
| Česko (2005 –) |                                         |        |    |    |   |    |     |     |     |    |        |
| Sezóny         | Liga                                    | Úroveň | Z  | V  | R | P  | VG  | OG  | +/- | B  | Pozice |
| 2005/06        | Okresní přebor Břeclavska               | 8      | 26 | 14 | 4 | 8  | 58  | 34  | +24 | 46 | 3.     |
| 2006/07        | Okresní přebor Břeclavska               | 8      | 26 | 19 | 3 | 4  | 94  | 35  | +59 | 60 | 1.     |
| 2007/08        | I. B třída Jihomoravského kraje – sk. C | 7      | 26 | 17 | 5 | 4  | 54  | 24  | +30 | 56 | 1.     |
| 2008/09        | I. A třída Jihomoravského kraje – sk. B | 6      | 26 | 14 | 0 | 12 | 50  | 40  | +10 | 42 | 2.     |
| 2009/10        | I. A třída Jihomoravského kraje – sk. B | 6      | 26 | 9  | 9 | 8  | 32  | 41  | −9  | 36 | 6.     |
| 2010/11        | I. A třída Jihomoravského kraje – sk. B | 6      | 26 | 8  | 7 | 11 | 32  | 40  | −8  | 31 | 10.    |
| 2011/12        | I. A třída Jihomoravského kraje – sk. B | 6      | 26 | 15 | 5 | 6  | 65  | 32  | +33 | 50 | 2.     |
| 2012/13        | I. A třída Jihomoravského kraje – sk. B | 6      | 26 | 8  | 8 | 10 | 33  | 46  | −13 | 32 | 10.    |
| 2013/14        | I. A třída Jihomoravského kraje – sk. B | 6      | 26 | 9  | 5 | 12 | 40  | 57  | −17 | 29 | 11.    |
| 2014/15        | I. A třída Jihomoravského kraje – sk. B | 6      | 26 | 11 | 4 | 11 | 49  | 51  | −2  | 37 | 6.     |
| 2015/16        | I. A třída Jihomoravského kraje – sk. B | 6      | 26 | 8  | 6 | 12 | 37  | 54  | −17 | 30 | 9.     |
| 2016/17        | I. A třída Jihomoravského kraje – sk. B | 6      | 26 | 3  | 2 | 21 | 40  | 117 | −77 | 11 | 14.    |
| 2017/18        | I. B třída Jihomoravského kraje – sk. C | 7      | 26 | 7  | 3 | 16 | 45  | 63  | −18 | 24 | 12.    |
| 2018/19        | IV. třída okresu Břeclav                | 10     | 22 | 16 | 3 | 3  | 100 | 32  | +68 | 51 | 1.     |
| ** 2019/20     | IV. třída okresu Břeclav                | 10     | 10 | 6  | 0 | 4  | 34  | 29  | +5  | 18 | 5.     |
| ** 2020/21     | IV. třída okresu Břeclav                | 10     | 7  | 2  | 0 | 5  | 12  | 15  | –3  | 6  | 15.    |

Poznámky:
- 2013/14: Týmu byly odečteny 3 body.[11]
- 2017/18: Po sezoně bylo B-mužstvo zrušeno a personálně nahrazeno dosavadním C-mužstvem, které zaujalo jeho místo v hierarchii.

**= sezona předčasně ukončena z důvodu pandemie covidu-19

### MSK Břeclav „C“
MSK Břeclav „C“ byl druhým rezervním týmem břeclavského MSK, který hrál nejvýše Okresní soutěž Břeclavska. (9. nejvyšší soutěž). Roku 2018 formálně zanikl, neboť byl povýšen na pozici B-mužstva.

#### Umístění v jednotlivých sezonách
Stručný přehled
Zdroj:
- 2009–2016: Základní třída Břeclavska – sk. A
- 2016–2017: Okresní soutěž Břeclavska – sk. A
- 2017–2018: Základní třída Břeclavska – sk. A

Jednotlivé ročníky
Zdroj:
Legenda: Z – zápasy, V – výhry, R – remízy, P – porážky, VG – vstřelené góly, OG – obdržené góly, +/− – rozdíl skóre, B – body, červené podbarvení – sestup, zelené podbarvení – postup
| Česko (2009 – 2018) |                                   |        |    |    |   |    |    |    |     |    |        |
| Sezóny              | Liga                              | Úroveň | Z  | V  | R | P  | VG | OG | +/- | B  | Pozice |
| 2009/10             | Základní třída Břeclavska – sk. A | 10     | 22 | 12 | 1 | 9  | 46 | 48 | -2  | 37 | 6.     |
| 2010/11             | Základní třída Břeclavska – sk. A | 10     | 28 | 11 | 6 | 11 | 59 | 54 | +5  | 39 | 6.     |
| 2011/12             | Základní třída Břeclavska – sk. A | 10     | 22 | 15 | 4 | 3  | 75 | 34 | +41 | 49 | 3.     |
| 2012/13             | Základní třída Břeclavska – sk. A | 10     | 20 | 11 | 3 | 6  | 64 | 29 | +35 | 36 | 5.     |
| 2013/14             | Základní třída Břeclavska – sk. A | 10     | 18 | 11 | 1 | 6  | 47 | 40 | +7  | 34 | 5.     |
| 2014/15             | Základní třída Břeclavska – sk. A | 10     | 16 | 8  | 4 | 4  | 36 | 31 | +5  | 28 | 3.     |
| 2015/16             | Základní třída Břeclavska – sk. A | 10     | 18 | 11 | 3 | 4  | 42 | 22 | +20 | 36 | 1.     |
| 2016/17             | Okresní soutěž Břeclavska – sk. A | 9      | 26 | 12 | 4 | 10 | 59 | 65 | −6  | 40 | 6.     |
| 2017/18             | Základní třída Břeclavska – sk. A | 10     | 16 | 11 | 1 | 4  | 59 | 34 | +25 | 34 | 1.     |

Poznámky:
- 2017/18: C-mužstvo se postupu vzdalo. Po sezoně nahradilo zrušené B-mužstvo a zaujalo jeho místo v hierarchii.

## Stolní tenis
MSK Břeclav patří k vrcholovým českým klubům v rámci ženského stolního tenisu, opakovaně získal titul Mistra České republiky (2005, 2010, 2012) a vítězství v Českém poháru (2007, 2008, 2010, 2011). Účastní se také evropských pohárů a jiných zahraničních turnajů.